# Никон Сухий
Никон Сухий, преподобний († бл. 1101) — святий, постриженик Печерського монастиря в Києві. Під час нападу половців в 1096 р. на Київ Никона було взято в полон. Не отримавши от Никона викупу, половці стали мучити його, пекти на вогні, різати ножами; він стік кров'ю і похудів, від чого і одержав назву Сухого. Повернений з полону, в якому пробув 3 роки, Никон помер на початку XII ст.; мощі в Антонієвій печері; пам'ять 11 грудня.